# Sikkelmotten
De sikkelmotten (Oecophoridae) zijn een familie van vlinders in de superfamilie Gelechioidea.
Enkele groepen die voorheen als zelfstandige familie werden beschouwd, worden tegenwoordig als onderfamilie in deze familie geplaatst: Amphisbatinae en Hypertrophinae.
Veel sikkelmotten voeden zich met dood plantenmateriaal en spelen zo een rol in de voedselketen.
De rupsen van Endrosis sarcitrella voeden zich met graan en kunnen voorraden aantasten, en Hofmannophila pseudospretella voedt zich met textiel, kleding, tapijten en voedsel.
Een andere plaag uit deze familie is Opisina arenosella op kokospalmen in India.

## Onderfamilies
- Deuterogoniinae
- Oecophorinae

## In Nederland waargenomen soorten
- Genus: Alabonia
  - Alabonia geoffrella - (Trompetmotje)
- Genus: Aplota
  - Aplota palpella - (Langsnoetmot)
- Genus: Batia
  - Batia internella - (Dennenmosboorder)
  - Batia lambdella - (Grote mosboorder)
  - Batia lunaris - (Kleine mosboorder)
- Genus: Bisigna
  - Bisigna procerella - (Naaldkunstwerkje)
- Genus: Borkhausenia
  - Borkhausenia fuscescens - (Dwergsikkelmot)
  - Borkhausenia luridicomella - (Geelkopdwergsikkelmot)
  - Borkhausenia minutella - (Schuursikkelmot)
  - Borkhausenia nefrax - (Satijnvleugelsikkelmot)
- Genus: Crassa
  - Crassa tinctella - (Lichte zwamboorder)
  - Crassa unitella - (Zwamboorder)
- Genus: Dasycera
  - Dasycera oliviella - (Schorsvaandeldrager)
- Genus: Denisia
  - Denisia albimaculea - (Wit stamgastje)
  - Denisia augustella - (Quasistamgastje)
  - Denisia similella - (Citroenstamgastje)
  - Denisia stipella - (Vaal stamgastje)
- Genus: Endrosis
  - Endrosis sarcitrella - (Witkopmot)
- Genus: Epicallima
  - Epicallima formosella - (Appelmolmboorder)
- Genus: Eratophyes
  - Eratophyes amasiella - (Oosterse schone)
- Genus: Esperia
  - Esperia sulphurella - (Esperiamot)
- Genus: Harpella
  - Harpella forficella - (Bruine molmboorder)
- Genus: Hofmannophila
  - Hofmannophila pseudospretella - (Bruine huismot)
- Genus: Metalampra
  - Metalampra cinnamomea - (Kaneelsikkelmot)
  - Metalampra italica - (Italiaanse kaneelsikkelmot)
- Genus: Oecophora
  - Oecophora bractella - (Molmboorder)
- Genus: Pleurota
  - Pleurota bicostella - (Gemsmot)
- Genus: Schiffermuelleria
  - Schiffermuelleria schaefferella - (Zilverstraalmot)

## Afbeeldingen

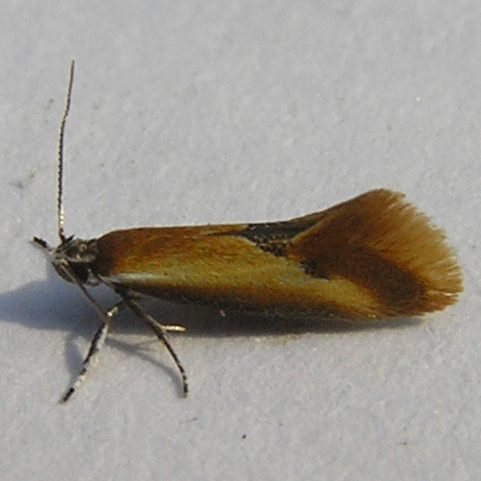
Batia lunaris
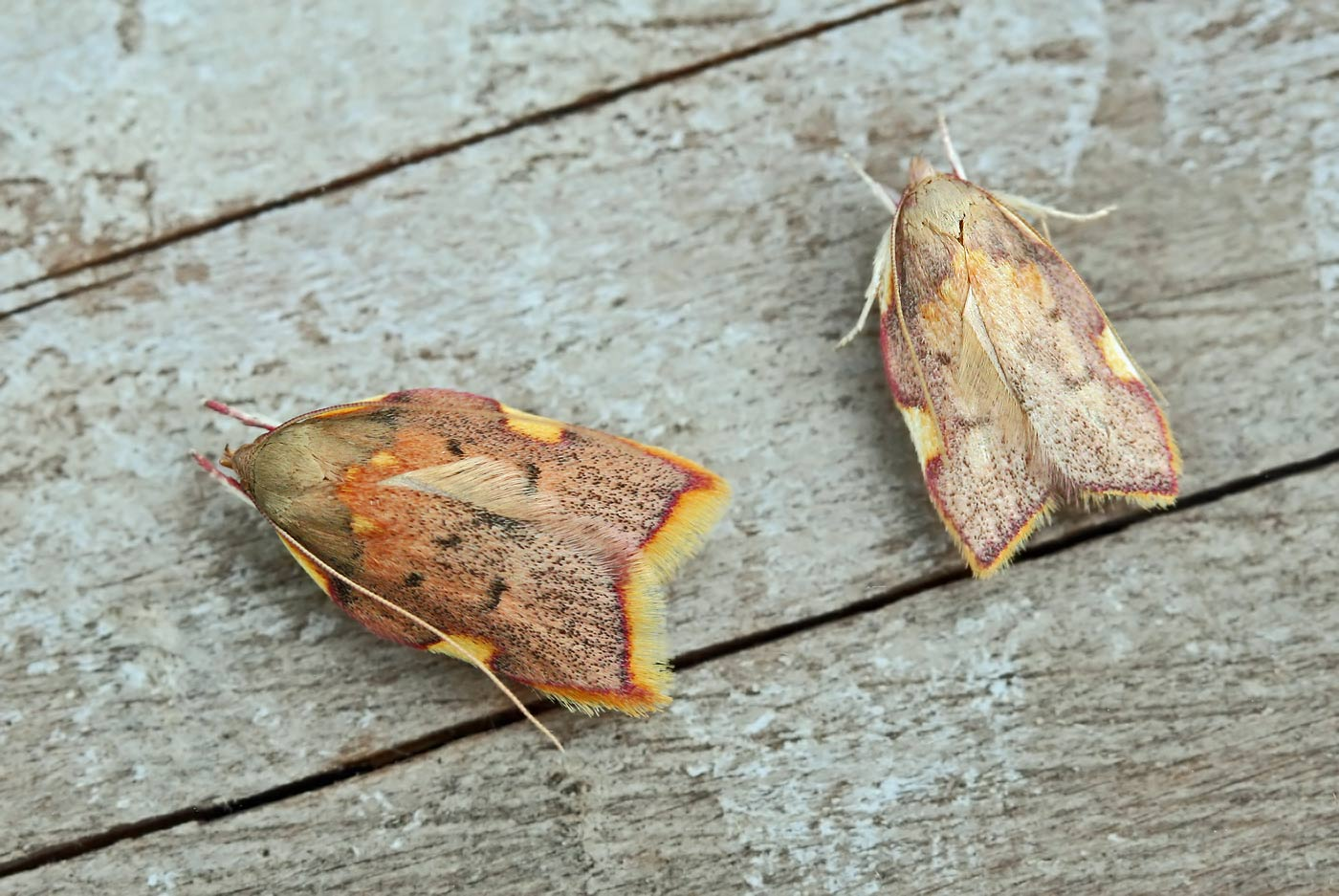
Carcina quercana
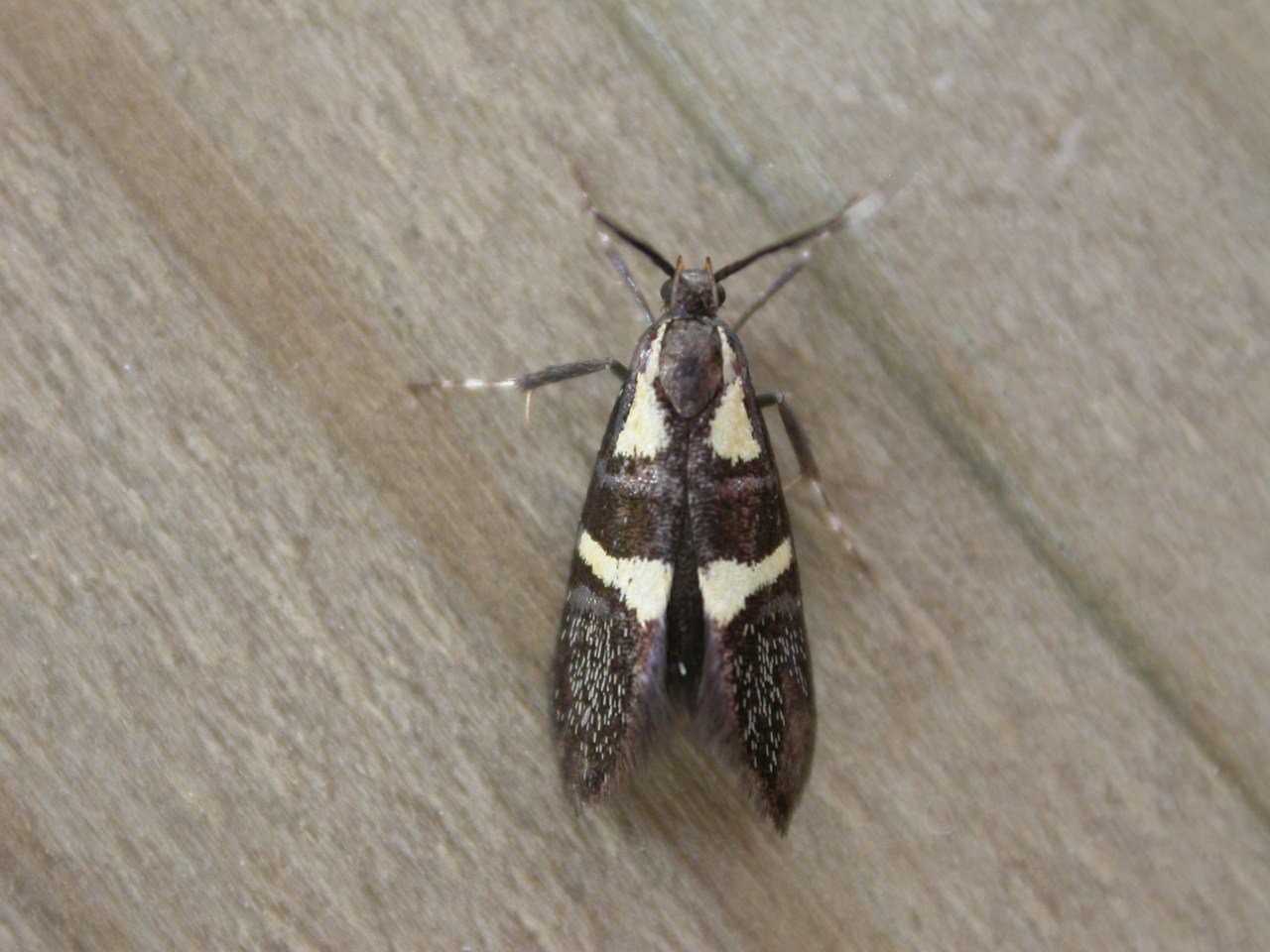
Dasycera oliviella
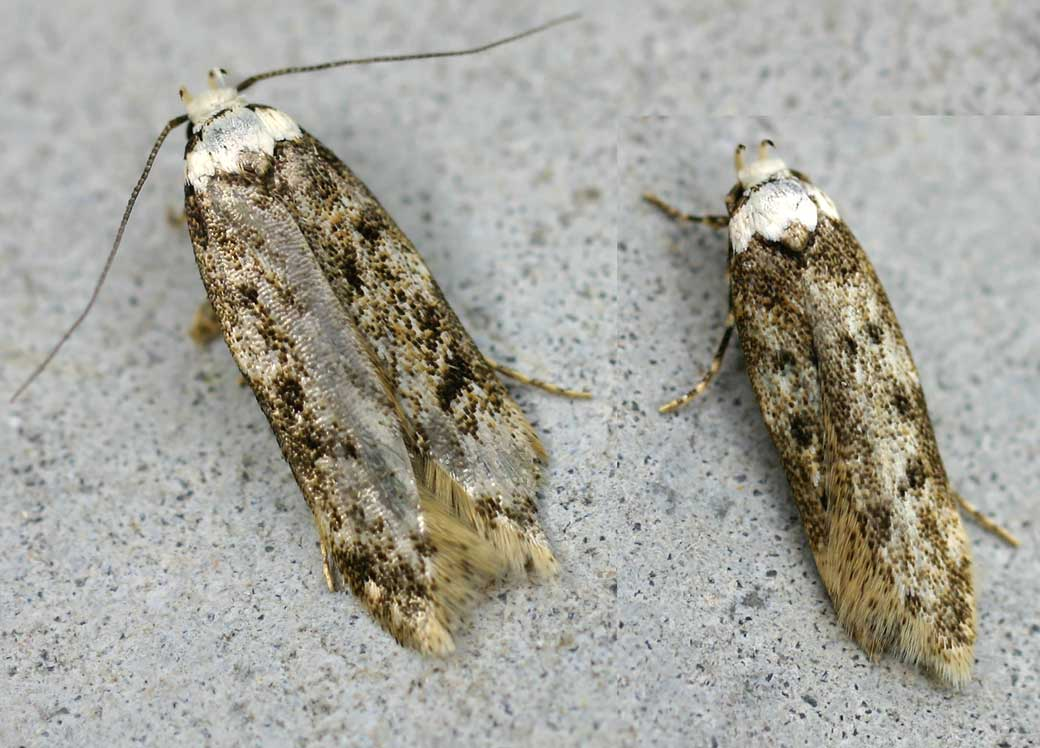
Endrosis sarcitrella
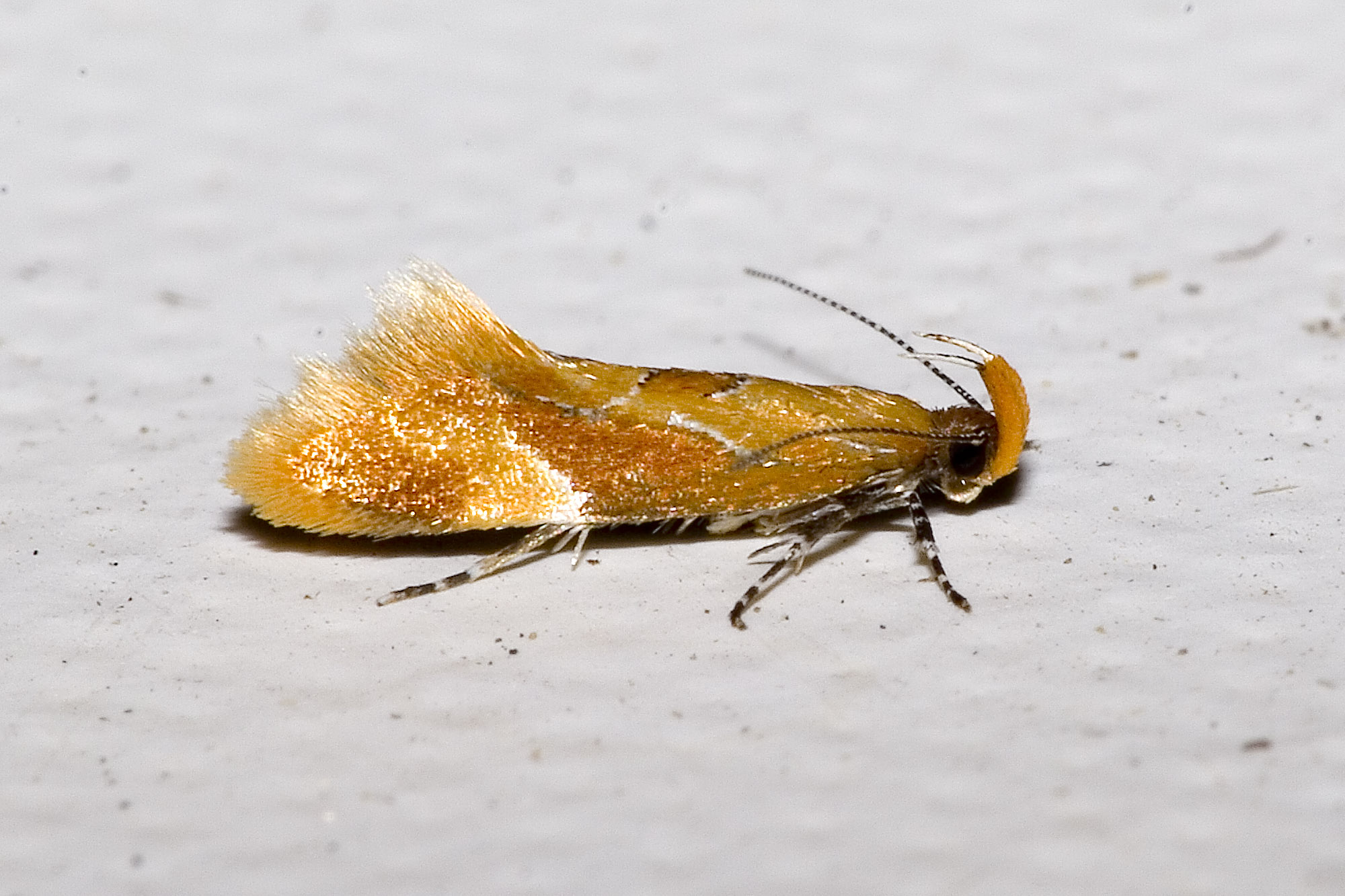
Epicallima formosella
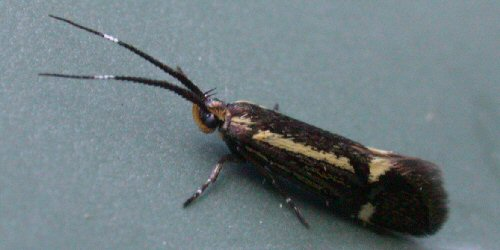
Esperia sulphurella
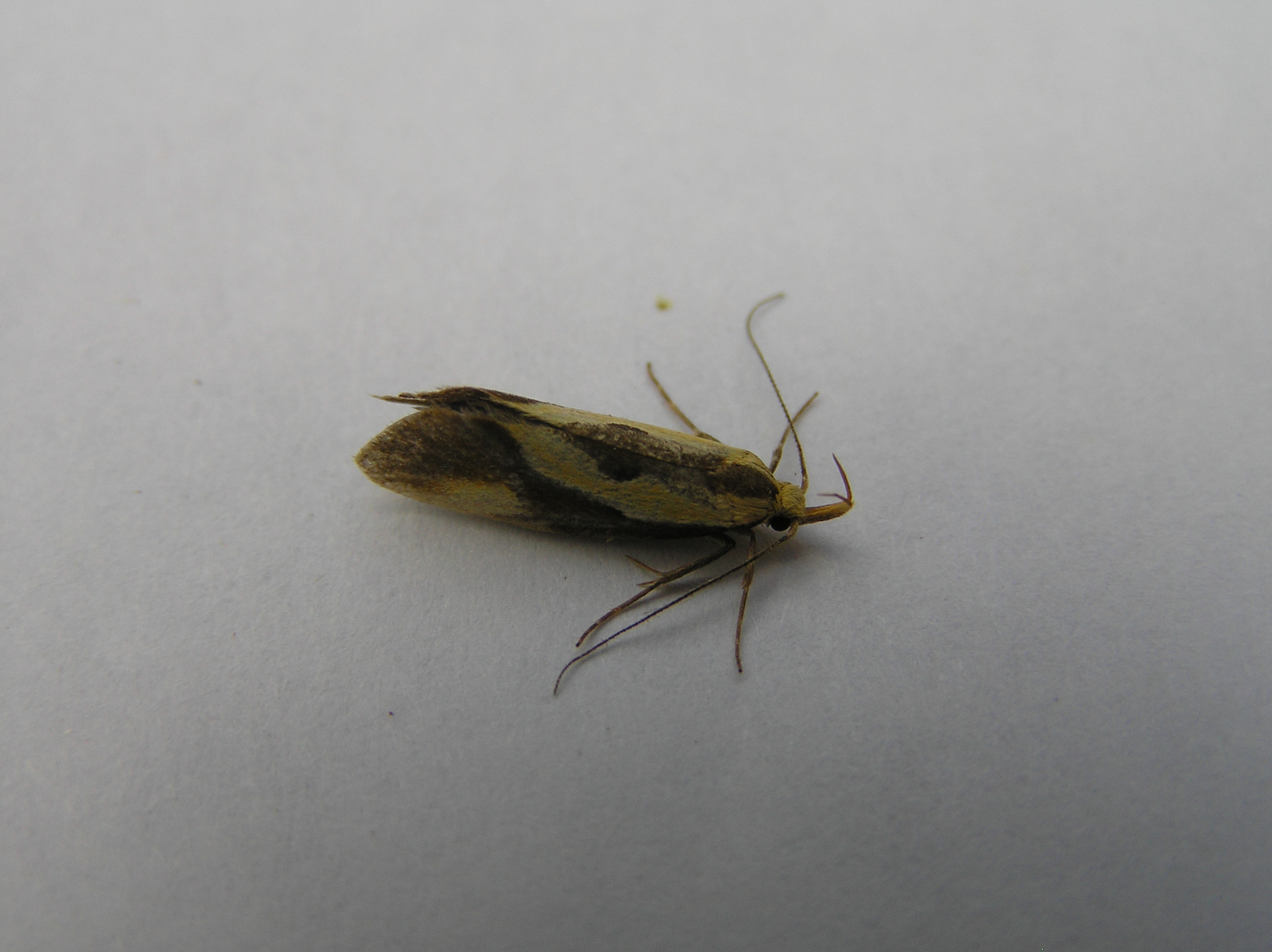
Harpella forficella
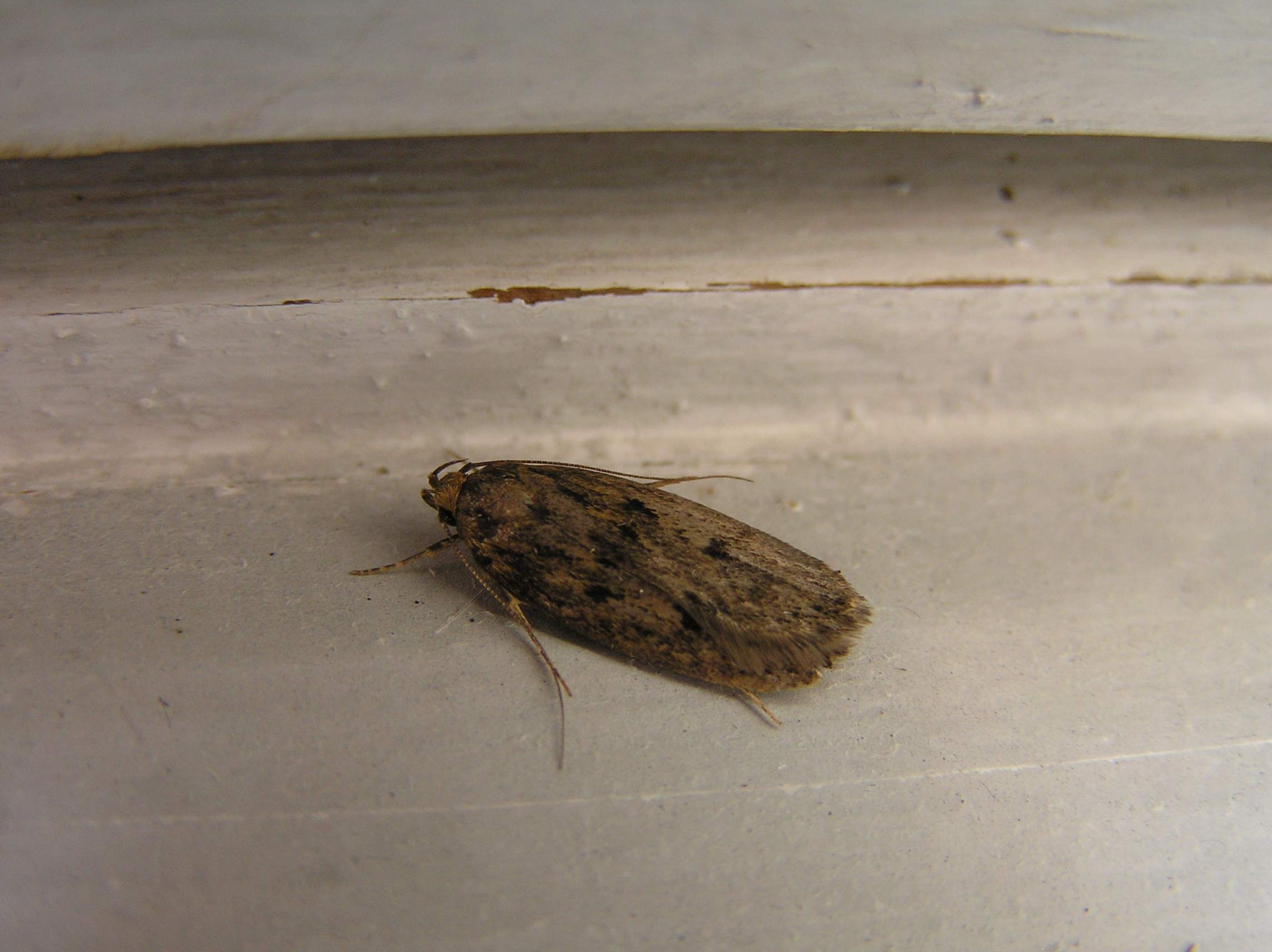
Hofmannophila pseudospretella
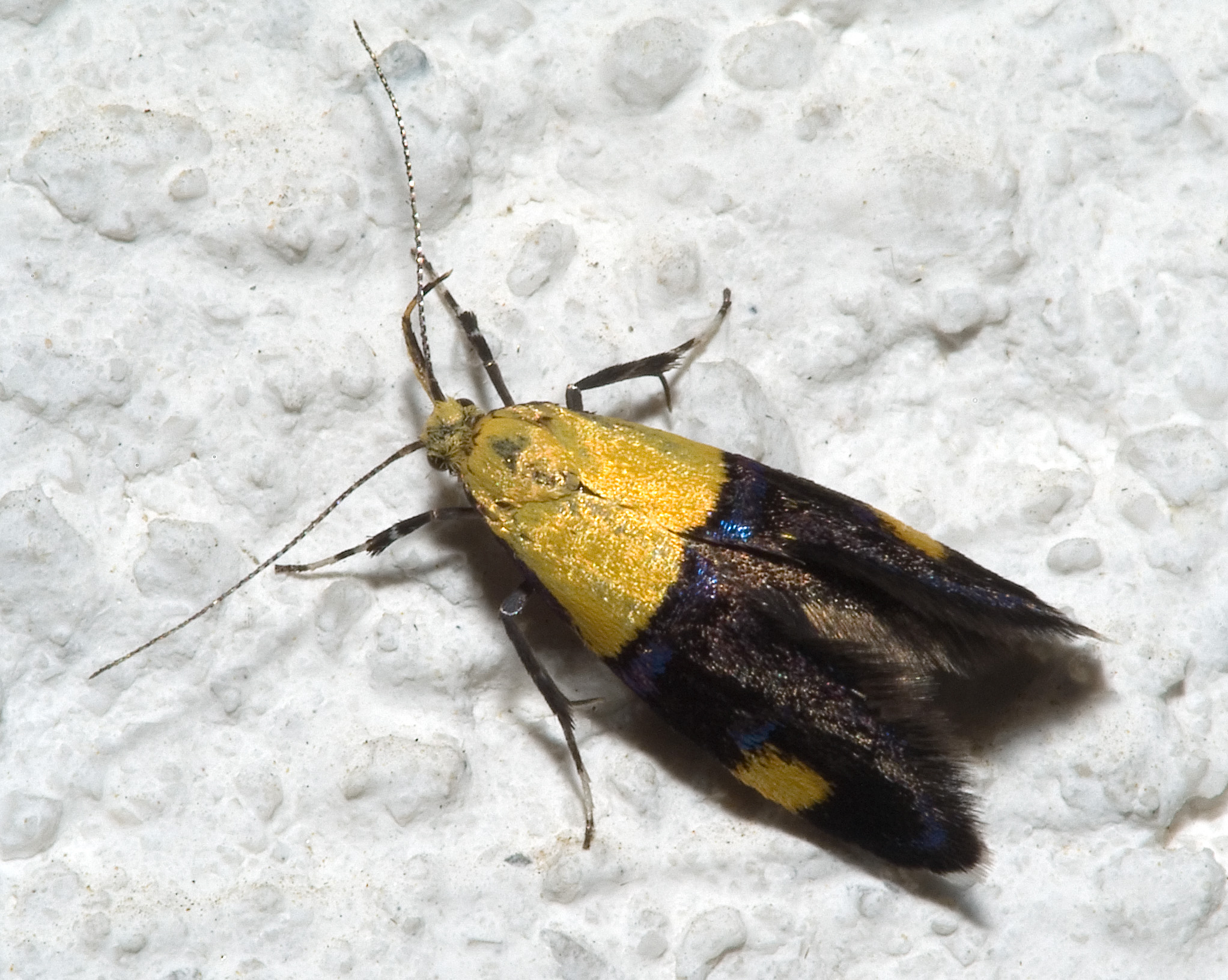
Oecophora bractella
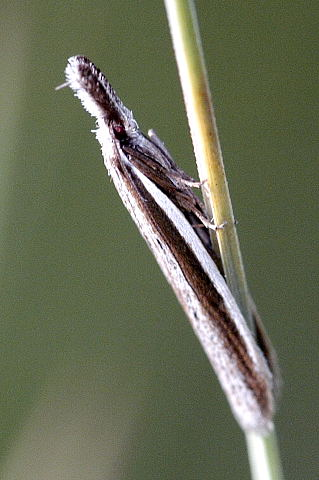
Pleurota bicostella